# 멜리사 퇴리오
멜리사 퇴리오(프랑스어: Mélissa Theuriau, 1978년 7월 18일~)는 프랑스의 언론인, 제작자, 배우이다. TF1, M6 등에서 뉴스 캐스터로 활동했으며 다큐멘터리 영화를 제작해왔다.

## 출연 작품
- 와이 아이 디드 (낫) 잇 마이 파더 (2015, Pourquoi j'ai pas mangé mon père) - 목소리
- 포토 드 파미유 (2018, Photo de famille)